# Герой на социалистическия труд (СССР)
Герой на социалистическия труд (на руски: Герой Социалистического Труда) е най-високата награда в Съветския съюз. За пръв път е дадена през 1939 г. на Йосиф Сталин.

Трикратни носители на тази награда:
- Константин Черненко
- Никита Хрушчов[1]
- Андрей Туполев (1945,1957, 1972)
- Андрей Сахаров (1953,1956,1962)(впоследствие лишен от звание)
- Игор Курчатов
- Яков Зелдович

Други известни носители на това звание:
Михаил Калашников(1958,) 1976)
Климент Ворошилов (1960)
Игор Спаски